# Jason Joseph
Jason Joseph (Basileia, 11 de outubro de 1998) é um desportista suíço que compete em atletismo, especialista nas corridas de barreiras.
Nos Jogos Europeus de 2023 conseguiu uma medalha de ouro na prova de com barreiras 110 m. Ganhou uma medalha de ouro no Campeonato Europeu de Atletismo em Pista Coberta de 2023, na prova de com barreiras 60 m. 

## Palmarés internacional
| Jogos Europeus                      | Jogos Europeus | Jogos Europeus  | Jogos Europeus      |
| Ano                                 | Lugar          | Medalha         | Prova               |
| ----------------------------------- | -------------- | --------------- | ------------------- |
| 2023                                | Chorzów        | Medalha de ouro | 110 m com barreiras |
| Campeonato Europeu em Pista Coberta |                |                 |                     |
| Ano                                 | Lugar          | Medalha         | Prova               |
| 2023                                | Istambul       | Medalha de ouro | 60 m com barreiras  |